# 细梗锦香草
细梗锦香草（学名：Phyllagathis gracilis）为野牡丹科锦香草属下的一个种。其种加词来源于拉丁文“gracilis”，意为“纤细的”。